# Pietro Perugino
Pietro Perugino, właśc. Pietro di Cristoforo Vannucci (ur. ok. 1450 w Città della Pieve k. Perugii, zm. w lutym lub w marcu 1523 w Fontignano) – włoski malarz i rysownik okresu renesansu, przedstawiciel szkoły umbryjskiej.
Był uczniem Andrea del Verrocchio. Przypuszcza się, że wcześniej pobierał nauki u Piera della Francesca. Prowadził działalność pedagogiczną; jego uczniami byli m.in. Rafael Santi i Pinturicchio. Przyjaźnił się z Leonardem da Vinci, dla którego twórczości żywił wielki podziw.
Spośród jego wczesnych dzieł wyróżniają się Pokłon Trzech Króli z 1473 oraz Sceny z życia świętego Bernarda z 1476, a także liczne Madonny, rozsiane po wielu różnych muzeach europejskich. Sporo z nich przez długi czas uważanych było za dzieła Verrocchia, wszystkie łączą wpływy artystyczne obu jego nauczycieli.
Od 1478 pracował w Rzymie – między 1480 a 1482 brał udział w dekoracji Kaplicy Sykstyńskiej wraz z innymi artystami swojej epoki. W 1485 z powodu wielkiego poważania jakim się cieszył, został mianowany honorowym obywatelem Perugii, stąd pochodzi jego przydomek.
Między 1494 a 1495 stworzył Opłakiwanie Chrystusa (Pietà) i fresk Ukrzyżowanie w kościele św. Marii Magdaleny de’ Pazzi. Tworzył też malowane nastawy ołtarzowe w kościołach Perugii.
W późniejszych latach życia pracował intensywnie w kościołach Umbrii i Toskanii. Na zamówienie Izabeli Gonzagi w 1505 namalował Walkę Miłości z Czystością. W tym czasie tworzył głównie w Perugii i w okolicach. W ostatnim okresie twórczości obserwuje się u Perugina zubożenie stylu i dublowanie stylistyczne swoich dzieł z okresu największych sukcesów, choć trzeba pamiętać, że Perugino rzetelnie i pracowicie domalowywał dzieła nieukończone przez innych artystów, m.in. zmarłego w 1520 Rafaela.

## Twórczość
Pozostawił bogaty i zróżnicowany dorobek, na który składają się m.in. freski, obrazy olejne i temperowe (głównie o tematyce religijnej oraz portrety), rysunki, projekty witraży. W latach 1480–1482 namalował kilka fresków w Kaplicy Sykstyńskiej: Przekazanie kluczy św. Piotrowi, Chrzest Chrystusa, Wyjście Mojżesza z Egiptu. Pozostałe (Boże Narodzenie oraz Narodziny i znalezienie Mojżesza) zostały w 1535 zakryte przez Sąd Ostateczny Michała Anioła. W latach 1497–1500 wykonał monumentalną dekorację freskową w reprezentacyjnej sali siedziby gildii bankierskiej Collegio del Cambio w Perugii. Obejmuje ona znaki zodiaku oraz planety pod postacią bóstw antycznych (sklepienie) oraz kompozycje ze scenami Bożego Narodzenia i Przemienienia Pańskiego, wyobrażenia Boga Ojca, 4 cnót kardynalnych i szeregu postaci mitycznych (ściany). Jego malarstwo cechuje zdecydowana barwa, wyrazisty rysunek, symetryczna kompozycja oraz doskonała znajomość perspektywy.
Perugino był niewątpliwie twórcą wybitnym, ale tworzącym w stylu typowym dla XV wieku (quattrocenta), który był już przebrzmiały za czasów „wielkiej trójki” – Leonarda da Vinci, Michała Anioła i Rafaela. Znany i ceniony za swą młodzieńczą twórczość, w późniejszych latach uległ dość konserwatywnej manierze. Tworzył obrazy realistyczne, zabarwione sentymentalną pobożnością. Nie potrafił wprawdzie dorównać mistrzostwu młodszego od siebie Rafaela, ale bardzo silnie oddziałał na jego wczesną twórczość, kiedy to właśnie Rafael wręcz kopiował układ postaci typowy dla Perugina.
Do najwybitniejszych dzieł Perugina należy fresk Wręczenie kluczy świętemu Piotrowi w Kaplicy Sykstyńskiej. Elementem zasadniczym, spajającym całą kompozycję jest tu budowla na planie centralnym, z kopułą, stojąca na środku placu. Osoby na pierwszym planie – w tym Chrystus wręczający klucz i klęczący Piotr – są mniej więcej jednakowej wielkości (izokefalizm) i robią wrażenie, jakby stały w jednym rzędzie. Postacie na dalszym planie są odpowiednio mniejsze, brak postaci pośrednich. 
Artysta swój pomysł powtórzył w obrazie Zaślubiny Matki Boskiej (Lo sposalizio), na którym również elementem dominującym jest rotundowata budowla na środku placu. Tym razem widać w niej drzwi otwarte na przestrzał, przez które przeziera niebo. Same zaręczyny dokonują się na pierwszym planie, postacie są jakby nieco zastygłe. Na środku stoi żydowski kapłan, po lewej – kandydaci do ręki Marii, wśród nich Józef, któremu jako jedynemu zakwitła laska, co jest znakiem, że został oblubieńcem Marii. Obraz o identycznej tematyce i niemal identycznej kompozycji malował w tym czasie uczący się u Perugina młody Rafael Santi – porównując oba dzieła widzimy, jakie genialne innowacje wnosił do malarstwa Rafael, a których już nie przyswoił sobie konserwatywny Perugino. Lekkość i giętkość ruchów, naturalność postaci na obrazie Rafaela kontrastują z zastygłymi twarzami i gestami w wartościowym i interesującym, lecz należącym już do odchodzącej epoki dziele Perugina.
Według Giorgia Vasariego Michał Anioł publicznie określił go jako „gaffo nell’arte” (niezdarnego w sztuce). Perugino poczuł się tak urażony, że chciał mu wytoczyć proces, ale ostatecznie do tego nie doszło.

## Wybrane dzieła

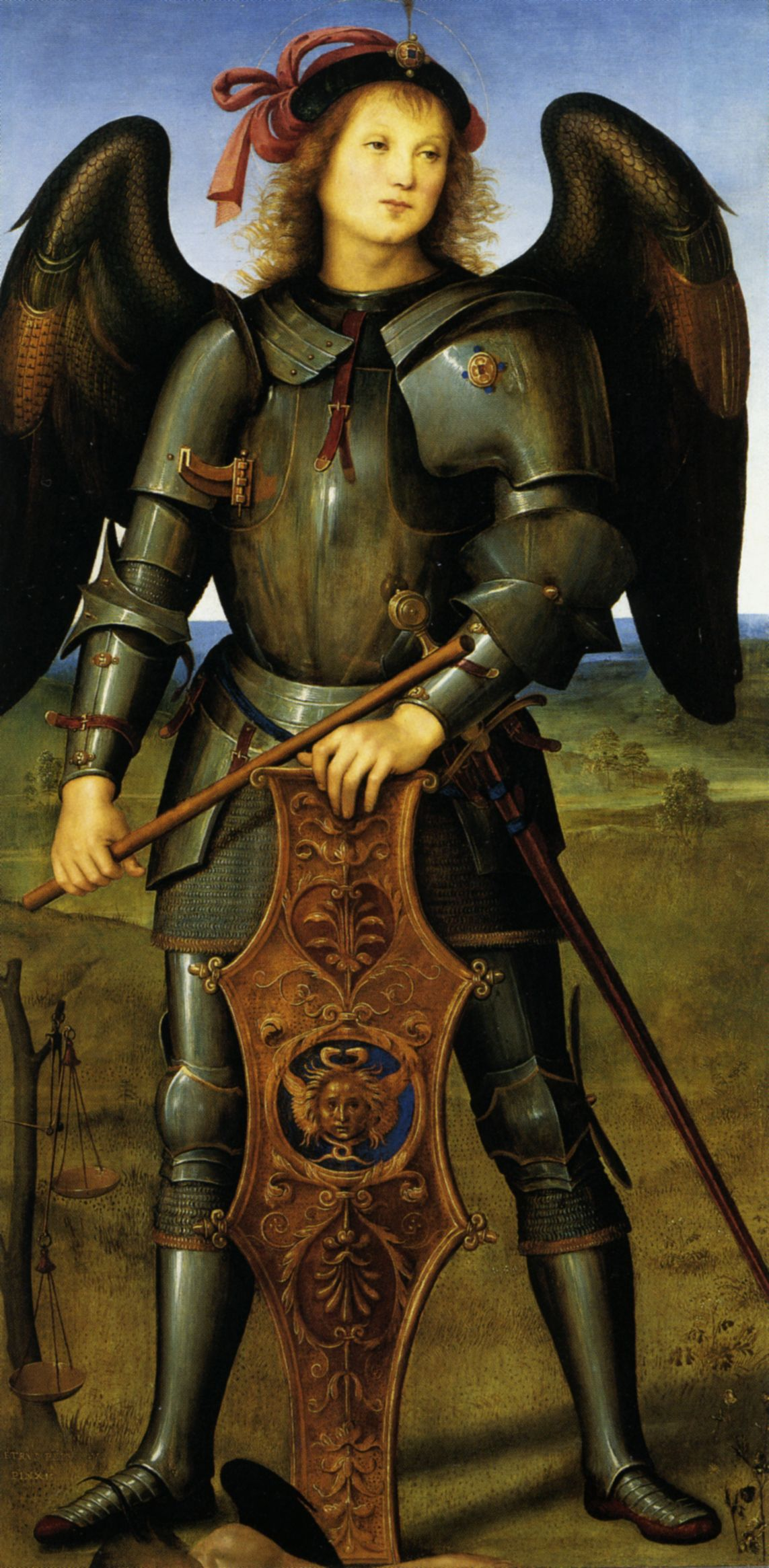
Archanioł Michał (ok. 1499)

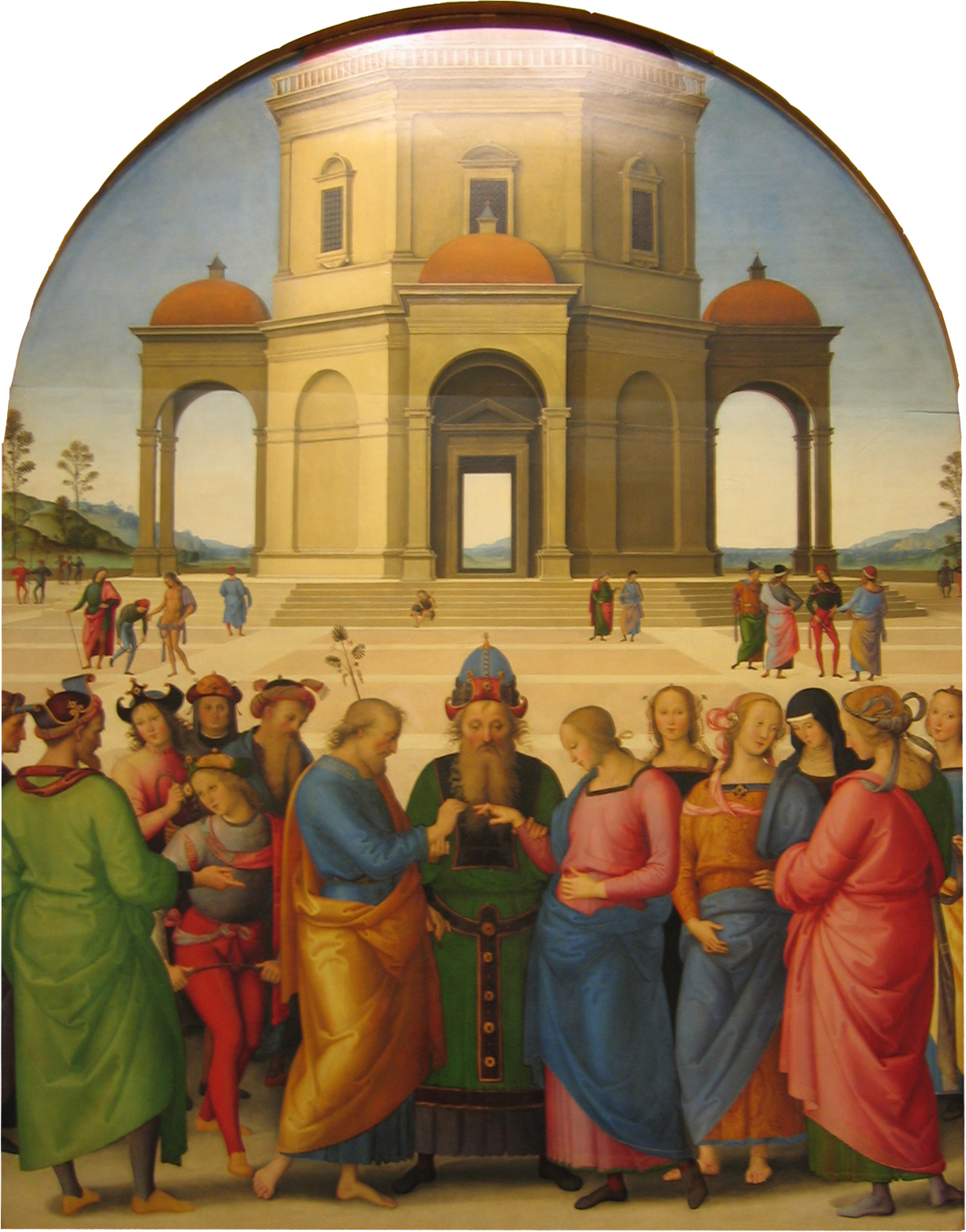
Zaślubiny Marii (ok. 1504)

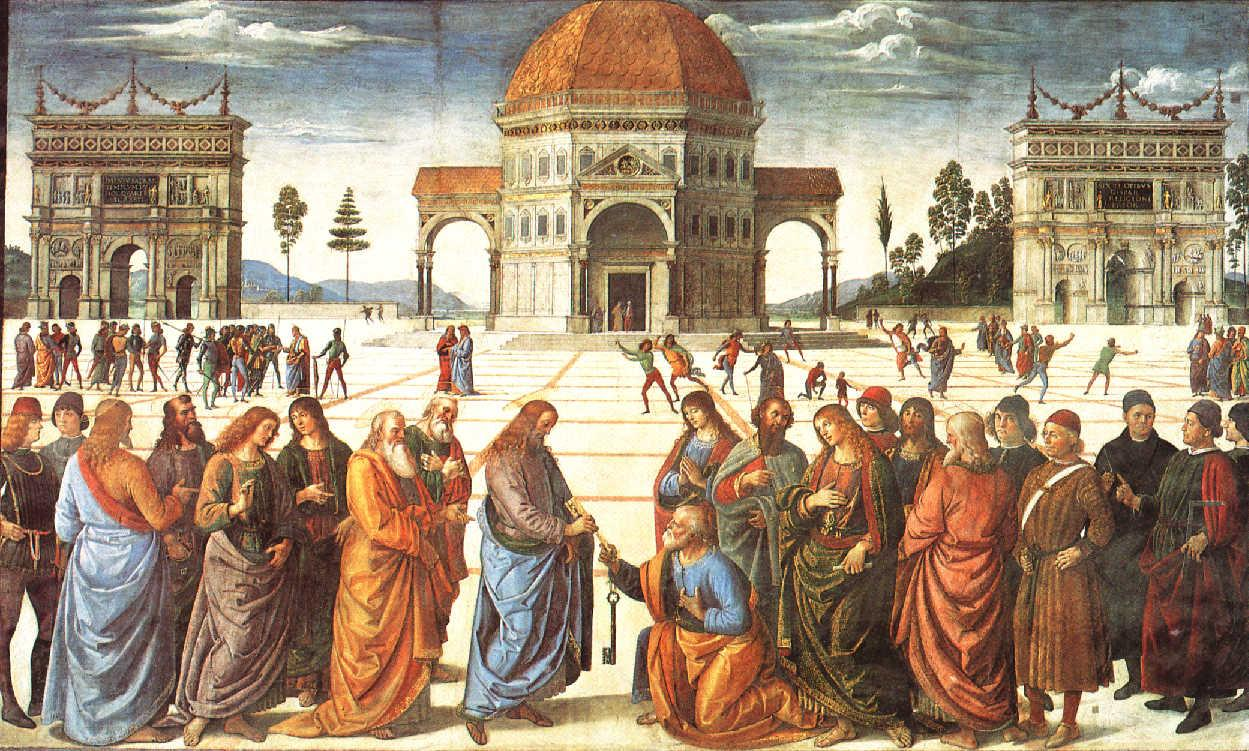
Wręczenie kluczy świętemu Piotrowi (1480-82)

- Apollo i Marsjasz – 1491, 39 × 29 cm, Luwr, Paryż
- Archanioł Michał – ok. 1499, 126 × 58 cm, National Gallery w Londynie
- Archanioł Rafał z Tobiaszem – 1496-1500, 193 × 56 cm, National Gallery w Londynie
- Autoportret – 1500, 40 × 30,5 cm, Palazzo dei Priori, Perugia
- Chrzest Chrystusa – 1480, fresk, 340 × 55 cm, Kaplica Sykstyńska, Watykan
- Madonna z Dzieciątkiem – ok. 1500, 81 × 65 cm, Institute of Arts, Detroit
- Madonna z Dzieciątkiem – b.d., 99 × 64 cm, Museo di Capodimonte, Neapol
- Madonna z Dzieciątkiem i dwoma świętymi – 1493, 178 × 164 cm, Uffizi, Florencja
- Madonna z Dzieciątkiem w otoczeniu świętych – 1496, 195 × 165 cm, Muzea Watykańskie
- Madonna z Dzieciątkiem, św. Katarzyną i św. Rozalią – 1493, 86,5 × 63 cm, Kunsthistorisches Museum, Wiedeń
- Madonna z Dzieciątkiem, św. Janem Chrzcicielem i św. Katarzyną Aleksandryjską – ok. 1500, 81 × 63 cm, Luwr, Paryż
- Maria Magdalena – 1498, 47,2 × 34,3 cm, Galleria Palatina, Florencja
- Matka Boska Pocieszająca – 1498, 185 × 130 cm, Galleria Nazionale dell’Umbria, Perugia
- Matka Boska Sprawiedliwa – 1501, 218 × 140 cm, Galleria Nazionale dell’Umbria, Perugia
- Modlitwa w Ogrójcu – 1485 cm, 166 × 171 cm, Uffizi, Florencja
- Narodziny – ok. 1504, 34 × 36 cm, Accademia Carrara, Bergamo
- Ostatnia Wieczerza – ok. 1500, fresk, 435 × 794 cm, Cenacolo di Foligno, Florencja
- Opłakiwanie Chrystusa (Pietà) – 1495, 214 × 195 cm, Pałac Pitti, Florencja
- Pietà – 1485, 168 × 176 cm, Uffizi, Florencja
- Pokłon Trzech Króli – 1478, 241 × 180 cm, Galleria Nazionale dell’Umbria, Perugia
- Portret Francesca delle Opere – 1494, 52 × 44 cm, Uffizi, Florencja
- Św. Bernardyn uzdrawiający córkę Giovanniego Petrazio da Rieti – 1473, 86 × 56 cm, Galleria Nazionale dell’Umbria, Perugia
- Św. Hieronim – 1512-15, 131 x107,5 cm, Galleria Nazionale dell’Umbria, Perugia
- Św. Hieronim – 1499-1502, 89 × 72,5 cm, Musée des Beaux-Arts, Caen
- Św. Sebastian – 1490-1500, 176 × 116 cm, Luwr, Paryż
- Ukrzyżowanie – 1496, fresk, 480 × 812 cm, Santa Maria Maddalena dei Pazzi, Florencja
- Ukrzyżowanie – 1483-85, tryptyk, 134 × 165 + 95 × 30 cm, National Gallery of Art, Waszyngton
- Walka Miłości z Czystością – 1505, 160 × 191 cm, Luwr, Paryż
- Widzenie św. Bernardyna – 1490, 173 × 160 cm, Stara Pinakoteka, Monachium
- Wręczenie kluczy św. Piotrowi – 1480, fresk, 340 × 350 cm, Kaplica Sykstyńska, Watykan
- Wyjście Mojżesza z Egiptu i obrzezanie jego syna – ok. 1482, fresk, 350 × 572 cm, Kaplica Sykstyńska
- Zaślubiny Marii – 1500-1504, 234 × 185 cm, Musée des Beaux-Arts, Caen
- Zdjęcie z krzyża (Opłakiwanie) – 1495, 214 x193 cm, Galleria Palatina, Florencja
- Zmartwychwstanie – 1499-1500, 113 × 56 cm, Muzea Watykańskie
- Zwiastowanie – 1489 cm, 212 × 172 cm, Santa Maria Novella, Fano